# ソー・パットナム
ソー・パットナム（Thor Putnam、1911年10月14日 - 2001年1月26日）は、ウォルト・ディズニー・プロダクション所属のアニメーター。フルネームはソリントン・カルドウェル・パットナム (Thorington Caldwell Putnam)。アメリカ合衆国カリフォルニア州バークレー出身。

## 経歴
シュイナード芸術学校（現カリフォルニア芸術大学）在籍後、スタンフォード大学に入学。後にナイン・オールドメンの中に数えられるフランク・トーマスやオリー・ジョンストンと同期になり、在学中はジェームズ・アルガー（後のディズニー・レジェンド受賞者）を加えた4人でルームシェアしていた。1932年にスタンフォード大学卒業後、1932年から1934年までプルエット・カーターのもとでイラストレーションを学ぶ。
1934年にウォルト・ディズニー・プロダクションのレイアウトアーティストとして入社、同時期に前述の4人も次々と入社した。『ピノキオ』ではアート・ディレクターを務めた。『ファンタジア』では特に「はげ山の一夜」と「アヴェ・マリア」に芸術的に貢献した。
第二次世界大戦に伴い1942年から1946年まではディズニーを離れアメリカ海軍に従軍し、ハワイ諸島での作戦に参加したほか、訓練用映画や写真報告37本の制作を監督した。大戦終結後の1946年に退役。階級は中佐であった。
1946年にはディズニーに戻り、1959年にスタジオを離れるまでの間、レイアウト部門の長として数多くの作品のレイアウトを担当した。

## 代表作

### テレビ
| アメリカ放送年 日本放送年 | 邦題 原題                   | 担当       | 備考                                         |
| ------------------------- | --------------------------- | ---------- | -------------------------------------------- |
| 1955年 1958年             | ディズニーランド Disneyland | レイアウト | 日本未発売DVD「YOUR HOST WALT DISNEY」に収録 |

### 映画
| アメリカ公開年 日本公開年 | 邦題 原題                                              | 担当       | 備考                                                        |
| ------------------------- | ------------------------------------------------------ | ---------- | ----------------------------------------------------------- |
| 1940年 1952年             | ピノキオ Pinocchio                                     | レイアウト |                                                             |
| 1940年 1955年             | ファンタジア Fantasia                                  | レイアウト |                                                             |
| 1942年                    | ドナルドの野菜畑 Donald's Garden                       | レイアウト |                                                             |
| 1948年                    | メロディ・タイム Melody time                           | レイアウト |                                                             |
| 1949年                    | イカボードとトード氏 The Madcap Adventures of Mr. Toad | レイアウト | 日本未発売DVD「The Madcap Adventures of Mr. Toad」に収録    |
| 1950年 1952年             | シンデレラ Cinderella                                  | レイアウト |                                                             |
| 1951年 1953年             | ふしぎの国のアリス Alice in Wonderland                 | レイアウト |                                                             |
| 1952年                    | 小さな家 The Little House                              | レイアウト | 日本未発売DVD「It's A Small World of FUN! VOLUME 3 」に収録 |
| 1953年 1955年             | ピーター・パン Peter Pan                               | レイアウト |                                                             |
| 1953年                    | フランクリン物語 Ben and Me                            | レイアウト |                                                             |
| 1954年                    | リスの大手柄 The Lone Chipmunks                        | レイアウト |                                                             |
| 1955年 1956年             | わんわん物語 Lady and the Tramp                        | レイアウト |                                                             |